# IC 3786
IC 3786 је спирална галаксија у сазвјежђу Ловачки пси која се налази на листи објеката дубоког неба у Индекс каталогу.
Деклинација објекта је + 39° 2' 47" а ректасцензија 12h 47m 36,8s. Привидна величина (магнитуда) објекта IC 3786 износи 15,8 а фотографска магнитуда 16,6. IC 3786 је још познат и под ознакама NPM1G +39.0301, PGC 2142309.